# Хелен од Грчке и Данске
Хелен од Грчке и Данске (рум. Elena a Greciei), принцеза Грчке и Данске, затим мајка Румуније , рођена 20. априла 1896. године  у Атини, Грчка, и умрла 28. новембра 1982. у Лозани, Швајцарска. Несрећна супруга будућег краља Карол II Румунског, Хелен игра улогу током друге владавине његовог сина, краља Михајла Румунског између 1940. и 1947. године. Њено деловање у корист румунских Јевреја током Другог светског рата допринели су јој 1993. године титулу праведника међу народима.

## Биографија
Ћерка краља Константина I Грчког и његове супруге краљице Софије Пруске, принцеза Јелене дели своје детињство између Грчке, у Велике Британије и Немачке. Након избијања Првог светског рата њен отац је избачен са престола савезника 1917. године што је трајно обележило тада младу девојку, која је већ била у лошој сиуацији јер је била одвојена од свог брата Александра Грчког. Са већином чланова краљевске породице сели се у Швајцарску,где је провела неколико месеци у бризи за свог оца, који је био подложан болести и депресији. 1920. принцеза је срела наследника румунског престола који је убрзо затражио њену руку. Упркос младићевој репутацији, Хелен прихвата и сели се у Румунију, где убрзо рађа јединог сина, званог Михај (1921).
Међутим, ситуација у њеној породици и даље брине Хелен, која више пута одлази у иностранство како би посетила своје родитеље, које позива да се одселе код ње у Букурешту . Тиме се удаљава од свог супруга, који умножава односе пре него што се заљубио, 1924. године, и  1925. године, принц напушта Хелен и одруче се претола. Растужена, Хелен покушава уверити свог супруга да јој се врати, али на крају прихвата развод 1928. године.
Након неколико година, Хелен је проглашена Мајком Румуније а њен син Михај се пење на трон под управом његовог стрица Николе Румунског. Међутим, политичка ситуација у Румунији постаје компликованија и  Карол искоришћава нестабилност и враћа се 1930. године у Букурешт где је проглашен краљем. Убрзо је нови суверен присилио своју бившу супругу у егзил и само јој дозволио да виђа њиховог сина два пута годишње. Након борбе више година успева да узме своје дете са којим се сели у Фјезоле насеље у Италији у округу Фиренца, региону Тоскана.

## Породица
Хелен је треће дете краља Константина (1868-1923) и његове супруге, краљице Софије Пруске (1870-1932). По оцу је потомак данског краља Кристијана IX Данског(1818-1906), званог "свек Европе ", док је, по мајци, праунука краљице Викторије (1819-1901) званом  „ бака Европе “.
23 марта 1921. године удаје за будућег краља Карола другог Румунског (1893-1953), сина краља Фердинанда Румунског (1865-1927) и  краљице Марије од Единбурга (1875-1938 ) "свекрве Балкана". Из овог несрећног брака рађа само једног сина, краља Михајла (1921-2017).

## Егзил и крај живота

### Повратак у Фјезоле
Након што је напустила Карола, Хелен се сели у Фјезоле. Све до 1951. угостила је своје родитеље и свог сина који су тада боравили с њом најмање два пута годишње. Између 1949 и 1950, Хелене је такође прихватила сестру Ирену и нећака који су се затим уселили у њеној резиденцији. 
Хелене такође борави у иностранству како би посетила рођаке. Редовно путује у Уједињено Краљевство да види своје унуке, који тамо похађају школу.
Упркос свему, Хеленин живот не врти се само око њене породице. Сликарство и архитектура ренесансе је јако интересују и проводи доста времена посећујући споменике и музеје. Љубитељица баштованства, посвећује дуге сате цвећу и грмљу своје виле.

### Крај живота у Швајцарској
Престара да би живела сама, Хелен напушта вилу 1979. године. Пресељава се у мали стан у Лозани, који се налази 45 минута од резиденције њеног сина Михајла и његове супруге Ане и 1981. године директно се сели код њих. Годину дана касније, 28. новембра 1982. године, мајка Румуније умире у рукама свог сина.
Једанаест година након њене смрти, марта 1993, Држава Израел Хелени додељује титулу праведника међу народима, као признање за деловање током Другог светског рата у корист румунских Јевреја јер је успела да спаси неколико хиљада између 1941. и 1944. године. Њени посмртни остаци ексумирани су 2019. године и Послати Румунији 2020. како би били положени поред њеног сина у краљевској крипти.

## У популарној култури
Хеленин лик појављује се у неколико прозних дела:
- У филму Oglinda (1994)
- У телевизијској мини серији Mafalda di Savoia - Il coraggio di una principessa (2006) du réalisateur italien Maurizio Zaccaro